# Ultima cena (Lamberti)
L'Ultima cena è una scultura lignea di Stefano Lamberti, databile al 1509 e conservata nella chiesa di San Giovanni Evangelista a Brescia, all'altare della cappella del Santissimo Sacramento.
La composizione fa da predella al dipinto superiore, la Deposizione di Cristo di Bernardo Zenale, ed è stata concepita e realizzata assieme alla restante cornice lignea intagliata e dorata.

## Storia
L'origine della scultura è subordinata alla commissione del dipinto allo Zenale da parte dei confratelli della scuola del Santissimo Sacramento attiva nella chiesa, che da pochi anni aveva avviato l'ammodernamento della propria cappella.
L'esecuzione del dipinto è registrata al 1509 e contemporaneo dovette essere l'assemblaggio della cornice lignea, molto preziosa, intagliata e dorata e accompagnata da una Ultima cena policromata nella fascia inferiore, come predella.
Sia la tavola sia la cornice escono indenni prima dalle spoliazioni ottocentesche degli edifici religiosi e, in seguito, al riordino dei dipinti e degli arredi della cappella eseguito su progetto di Rodolfo Vantini alla fine del secolo.

## Descrizione e stile

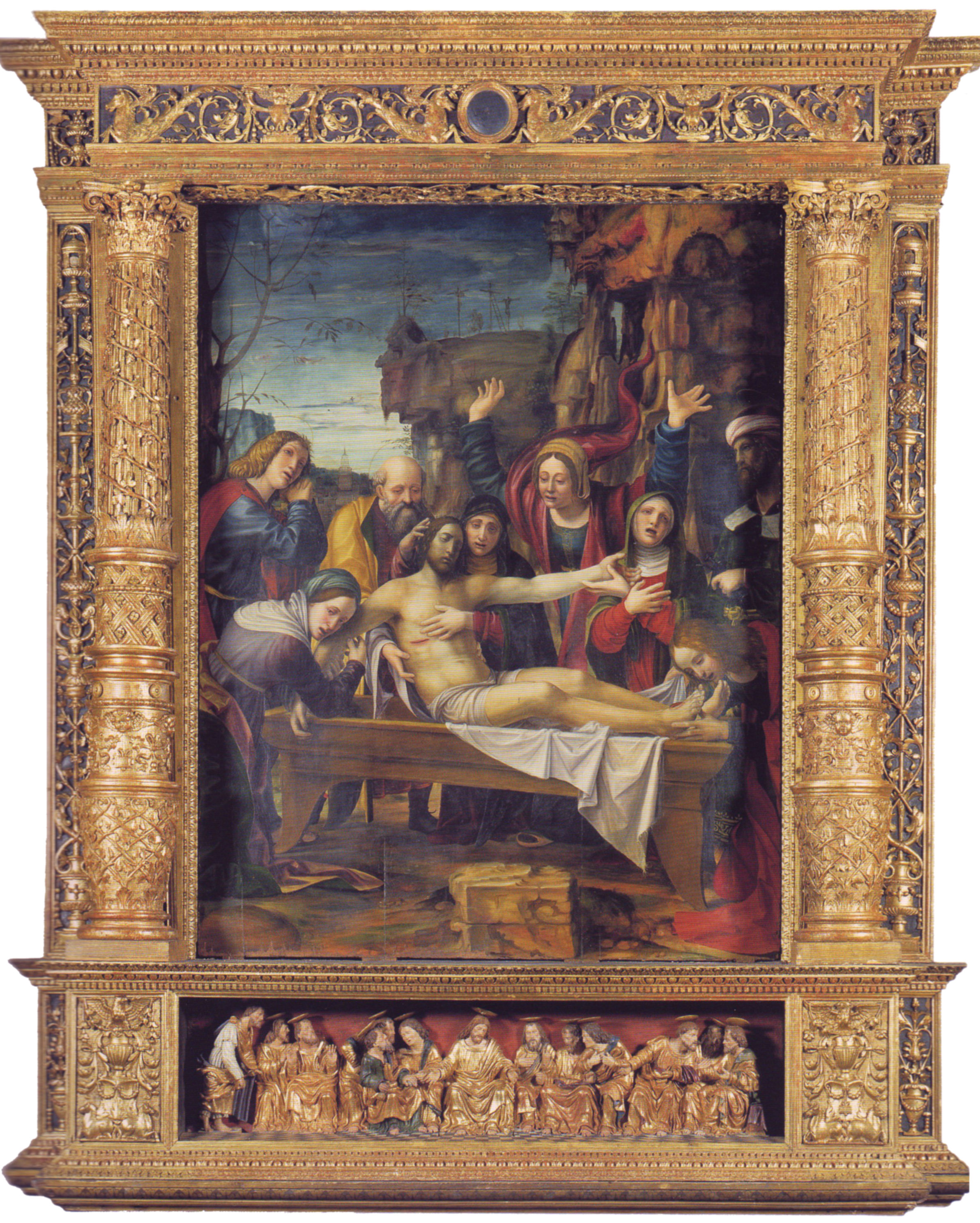
La cornice, il gruppo intagliato e il dipinto dello Zenale in una vista d'insieme.

L'opera viene scolpita dal Lamberti allora ventisettenne e già artefice di opere simili realizzate per commissioni d'alto livello. Si ricorda, in particolare, la gigantesca ancona lignea per la Pala di San Francesco nella chiesa di San Francesco d'Assisi sempre a Brescia, risalente al 1502 e anche in questo caso accompagnata da dettagli figurati, ossia due Santi Vescovi e una Deposizione nel tondo della cimasa.
In entrambi i casi, ma comunque nella maggior parte delle sue opere, il Lamberti dà sfoggio di un sapiente gusto compositivo e decorativo mutuato direttamente dalle lezioni dei grandi cantieri locali a lui contemporanei, la facciata della chiesa di Santa Maria dei Miracoli e la decorazione esterna del Palazzo della Loggia, quest'ultima per mano soprattutto di Gasparo Cairano. Sempre riconducibili alla lezione del Cairano sono le figurine che affollano questa Ultima cena, anche se è già riconoscibile lo stile che diverrà poi tipico e peculiare del Lamberti.
Il decorativismo dominante nel resto della cornice è qui ricercato nella fine policromia e nell'abbondanza dei panneggi sulle vesti delle figure che, una volta dorati, si traducono in un susseguirsi di riflessi lucenti e zone d'ombra, che a loro volta risaltano sullo sfondo rosso.
Si fa notare come nella composizione manchi il tavolo, dietro al quale, nelle raffigurazioni canoniche, presenziano Gesù e gli apostoli. Di fatto, questo dettaglio è omesso in quanto interpretato direttamente come l'altare davanti al dipinto e alla sua cornice, sul quale il sacerdote officiava la liturgia celebrando il sacramento dell'eucaristia. Viene definito in questo modo un rapporto spirituale tra la scultura e l'altare, e da questo ai fedeli presenti, che ricollega poi alla sovrastante Deposizione. Questo legame, oggi, non è più così evidente come doveva esserlo un tempo, in quanto l'altare originale fu sostituito nel XVIII secolo con un grande apparato barocco, il cui tabernacolo centrale, date le dimensioni, finisce per oscurare parzialmente l'intaglio del Lamberti, oltre a frapporsi tra esso e la mensa dell'altare, offuscando così il rapporto che si era ricercato.